# 대전원신흥중학교
대전원신흥중학교(大田元新興中學校)는 대한민국 대전광역시 유성구에 있는 공립 중학교이다.

## 연혁
- 2022년 3월 1일 : 개교